# Општина Руска Монтана (Караш-Северин)
Руска Монтана (рум. Rusca Montană) општина је у Румунији у округу Караш-Северин.
Oпштина се налази на надморској висини од 492 m.